# Ana Copado
Ana Copado Amoros, née le 31 mars 1980 à Terrassa,  est une joueuse espagnole de water-polo.
Elle est médaillée d'argent aux Jeux olympiques d'été de 2012 avec l'équipe d'Espagne de water-polo féminin.